# 韦萨
韦萨，是西班牙安达卢西亚自治区哈恩省的一个市镇。总面积138平方公里，总人口2732人（2001年），人口密度20人/平方公里。